# Collegio uninominale Piemonte 2 - 01 (2017)
Il collegio elettorale uninominale Piemonte 2 - 01 è stato un collegio elettorale uninominale della Repubblica Italiana per l'elezione della Camera dei deputati tra il 2017 ed il 2022.

## Territorio
Come previsto dalla legge elettorale italiana del 2017, il collegio era stato definito tramite decreto legislativo all'interno della circoscrizione Piemonte 2.
Era formato dal territorio di tutta la provincia del Verbano-Cusio-Ossola e dai comuni di Ameno, Armeno, Arona, Boca, Bolzano Novarese, Borgomanero, Briga Novarese, Cavallirio, Colazza, Cureggio, Dormelletto, Gargallo, Gozzano, Grignasco, Invorio, Lesa, Maggiora, Massino Visconti, Meina, Miasino, Nebbiuno, Oleggio Castello, Orta San Giulio, Paruzzaro, Pella, Pettenasco, Pisano, Pogno, Prato Sesia, Romagnano Sesia, San Maurizio d'Opaglio e Soriso in provincia di Novara.
Il collegio era parte del Collegio plurinominale Piemonte 2 - 02.

## Eletti
| Elezione | Elezione | Deputato         | Partito      |
| -------- | -------- | ---------------- | ------------ |
|          | 2018     | Mirella Cristina | Forza Italia |

## Dati elettorali

### XVIII legislatura
Come previsto dalla legge elettorale, 232 deputati erano eletti con sistema a maggioranza relativa in altrettanti collegi uninominali a turno unico.
| Candidati              | Candidati                  | Voti    | %     | Liste                    | Voti    | %     |
| ---------------------- | -------------------------- | ------- | ----- | ------------------------ | ------- | ----- |
|                        | Mirella Cristina ✔️ Eletto | 69 203  | 47,29 | Lega                     | 39 019  | 26,67 |
| Forza Italia           | Mirella Cristina ✔️ Eletto | 69 203  | 47,29 | 22 701                   | 15,51   |       |
| Fratelli d'Italia      | Mirella Cristina ✔️ Eletto | 69 203  | 47,29 | 6 414                    | 4,38    |       |
| Noi con l'Italia - UDC | Mirella Cristina ✔️ Eletto | 69 203  | 47,29 | 1 069                    | 0,73    |       |
|                        | Simona Pedroli             | 33 937  | 23,19 | Movimento 5 Stelle       | 33 937  | 23,19 |
|                        | Vittoria Albertini         | 33 809  | 23,11 | Partito Democratico      | 28 600  | 19,55 |
| +Europa                | Vittoria Albertini         | 33 809  | 23,11 | 4 114                    | 2,81    |       |
| Italia Europa Insieme  | Vittoria Albertini         | 33 809  | 23,11 | 626                      | 0,43    |       |
| Civica Popolare        | Vittoria Albertini         | 33 809  | 23,11 | 469                      | 0,32    |       |
|                        | Diego Brignoli             | 4 249   | 2,90  | Liberi e Uguali          | 4 249   | 2,90  |
|                        | Viviana Zanotti            | 1 344   | 0,92  | Potere al Popolo!        | 1 344   | 0,92  |
|                        | Sara Ferraro               | 1 271   | 0,87  | CasaPound                | 1 271   | 0,87  |
|                        | Sara Bacchetta             | 1 060   | 0,72  | Il Popolo della Famiglia | 1 060   | 0,72  |
|                        | Adele Baldi                | 923     | 0,63  | Italia agli Italiani     | 923     | 0,63  |
|                        | Laura Della Bianca         | 531     | 0,36  | Partito Valore Umano     | 531     | 0,36  |
| Totale                 | Totale                     | 146 327 | 100   |                          | 146 327 | 100   |
|                        |                            |         |       |                          |         |       |
| Voti non validi        | Voti non validi            | 6 301   | 4,13  |                          |         |       |
| Votanti                | Votanti                    | 152 628 | 74,47 |                          |         |       |
| Elettori               | Elettori                   | 204 939 |       |                          |         |       |